# Charles Sobhraj
Hotchand Bhawnani Gurumukh Charles Sobhraj (* 6. dubna 1944 Saigon) je francouzský sériový vrah, podvodník a zloděj, který se v 70. letech 20. století pohyboval mezi turisty po pozemní cestě do Indie, především v jižní Asii. Byl známý jako Bikiní zabiják kvůli oblečení několika svých obětí, či jako Had, kvůli jeho schopnosti vyhnout se úřadům a dopadení. V současnosti je  na svobodě.
Předpokládá se, že zavraždil nejméně 20 turistů v jižní a jihovýchodní Asii, včetně 14 obětí v Thajsku. V letech 1976 až 1997 byl v Indii odsouzen a uvězněn. Po propuštění odešel do důchodu a žil Paříži, kde se pokoušel propagovat svou minulost, aby se stal celebritou. V roce 2003 se vrátil do Nepálu, kde byl zatčen a odsouzen na doživotí.
Byl námětem čtyř biografií, tří dokumentů, indického filmu s názvem Main Aur Charles a osmidílného seriálu BBC/Netflix The Serpent z roku 2021, kde jeho postavu ztvárnil herec Tahar Rahim.

## Mládí
Charles Sobhraj se narodil v 6. dubna 1944 v Saigonu, jeho otec byl indický podnikatel a jeho matka vietnamská prodavačka. Jeho rodiče se později rozvedli a otec rodinu opustil. Role otce se ujal nový manžel jeho matky, poručík francouzské armády ve Francouzské Indočíně, díky čemuž dostal Charles francouzské občanství. Charles a jeho rodiče pendlovali mezi Francií a Indočínou.
Charles se v dospívání dopouštěl drobných trestných činů. V roce 1963 dostal svůj první trest odnětí svobody za vloupání, který si odpykával ve vězení v Poissy, poblíž Paříže. Ve vězení manipuloval s vězeňskými zaměstnanci, aby mu udělovali menší výhody, například aby si mohl uchovávat knihy ve své cele (šlo o milovníka a znalce bojových umění a obdivovatele nihilistického filozofa Friedricha Nietzscheho). Ve vězení se setkal s Felixem d'Escogne, mladým a bohatým vězeňským dobrovolníkem.
Po propuštění se k Felixovi nastěhoval a začal se dostávat do pařížské vyšší společnosti a do kriminálního podsvětí. Začal bohatnout díky svým vloupáním a podvodům. Během této doby se seznámil s mladou pařížankou Chantal Compagnon, se kterou se později zasnoubil. V den zasnoubení byl policii zatčen za pokus o útěk, když řídil kradené vozidlo, kvůli čemuž byl odsouzen k osmi měsícům vězení. Po svém propuštění se pár vzal a kolem roku 1970 se Sobhraj a jeho, v té době těhotná manželka, rozhodli opustit Francii a odstěhovat se do Asie, z obav dalšího stíhání Charlese. Po cestě okrádali turisty, se kterýma se spřátelili. Ještě téhož roku pár dorazil do Bombaje, kde se jim narodila dcera Usha. Mezitím Sobhraj obnovil svůj kriminální život – především se věnoval krádežím aut a pašování. Sobhraj však svoje peníze utrácel na hazardních hrách. Po neúspěšném pokusu o ozbrojenou loupež v klenotnictví v hotelu Ashoka byl Sobhraj opět zatčen a uvězněn. Ve vězení začal předstírat, že je nemocný a během vyšetření v nemocnici svým strážcům uprchnul. Ač byl krátce nato opět dopaden, byla mu stanovena kauce. Na tu si Sobhraj půjčil od svého otce a brzy poté s manželkou zmizel do Kábulu v Afghánistánu. Tam pár opět okrádal turisty, tentokrát na tzv. Hippie trail, což byla stezka mezi Evropou a jižní Asií, populární především mezi subkulturou hippies. Krátce poté byl ale v Afghánistánu opět zatčen. Využil ale stejný trik jako v Indii a z vězení uprchl do Íránu. Manželka Chantal už nechtěla být součástí kriminálního života a proto Sobhraje opustila a odjela do zpátky do Francie, o Sobhrajovi policii ale nic neprozradila.
Charles trávil další dva roky na útěku, při kterém použil několik ukradených a zfalšovaných pasů. Prošel různými zeměmi přes Střední východ až po východní Evropu, načež dorazil do tureckého Istanbulu, kde se k němu přidal jeho mladší, nevlastní bratr André. Ti se spolu účastnili různých kriminálních činností v Turecku a Řecku. Nakonec byli v Řecku zatčeni poté, co byla odhalena jejich falešná identita. Charlesovi se podařilo uprchnout, jeho bratr André ale takové štěstí neměl a byl předán tureckým orgánům, které ho poslaly na 18 let za mříže.
Na útěku se Sobhraj vydával za drogového dealera nebo obchodníka s drahokamy, aby zapůsobil na turisty, které následně okradl. Později v Thajsku potkal Marii-Andrée Leclerc, turistku z Quebecu, kterou Sobhraj okouzlil a podmanil natolik že se stala jeho oddaným stoupencem a partnerem. Ve stejné době se k němu přidal Ind Ajay Chowdhury, který se stal spolupachatelem při jeho vraždách.

## Vraždy

### Pákistánský taxikář (1972) (nepotvrzeno)
Sobhraj řekl svým životopiscům že jeho první obětí byl pákistánský taxikář v roce 1972.

### Teresa Knowlton (1975)
- Věk: 21
- místo: Thajsko
- Modus Operandi: utopení
- Popis: Sobhraj ji zdrogoval a utopil v přílivovém bazénu. Tělo bylo objeveno v bikinách s květinkovým vzorem.

### Vital Hakim (1975)
- Věk: neznámý
- Místo: Thajsko
- Modus Operandi: upálení
- Popis: Jeho tělo bylo nalezeno ohořelé poblíž Pattayi na východním pobřeží Thajského zálivu, kde Sobhraj pobýval.

### Henk Bintanja a Cornelia Hemker (1975)
- Věk: 29 a 25
- Místo: Thajsko
- Modus Operandi: uškrcení, upálení, poškození mozku
- Popis: Pár pocházel z Nizozemska. Sobhraj je zdrogoval a poté s Ajayem uškrtil a upálil. Těla byla objevena o 2 dny později, 16. prosince 1975. S pomocí jejich pasů odcestovali Sobhraj a Lecrelc do Nepálu.

### Charmayne Carrou
- Věk: Neznámý
- Místo: Thajsko
- Modus Operandi: utopení
- Popis: Přítelkyně Vitala Hakima, byla utopena poté, co přišla hledat svého přítele v Sobhrajově resortu. Byla nalezena taktéž v bikinách.

### Laurent Ormond Carrière a Connie Bronzich
- Věk: 26 a 29
- Místo: Nepál
- Modus Operandi: neznámý
- Popis: Ve dnech 21.- 22. prosince byli zavražděni. Sobhraj a Lecrelc použili jejich pasy při cestě do Thajska.

### Avoni Jacob (1976)
- Věk: 24
- Místo: Indie
- Modus Operandi: neznámý
- Popis: Sobhraj ho zabil, aby získal jeho pas k cestování. Když se vrátili do Thajska, byl Sobhraj, Chowdhurry a Lecrelc zadrženi policií, kvůli nedostatku důkazů byli ale propuštěni.

### Jean-Luc Solomon (1976)
- Věk: 24
- Místo: Indie
- Modus Operandi: otrávení
- Popis: Byl otráven, když se ho Sobhraj a jeho skupina (sestávající ze dvou žen že Západu, Barbary Smithové a Mary Ellen Eeatherové) snažili neúspěšně okrást.

### Ajay Chowdhury (1976) (nepotvrzeno)
- Věk: neznámý
- Místo: Malajsie
- Modus Operandi: neznámý
- Popis: Zemřel poté, co byl v roce 1976 poslán na pochůzku pro Sobhraje po Malajsii a už nebyl nikdy spatřen. Koncem roku 1976 měl být zpozorován v Německu, ale toto tvrzení nebylo nikdy prokázáno.

## Dopadení a pozdější léta
Do vyšetřování vraždy nizozemského páru ( Bintanja a Hemker) se pustil nizozemský diplomat Herman Knippenberg a jeho tehdejší manželka Angela ( dnes už Angela Kane). Ti dokázali získat dostatek důkazů o tom, že je Sobhraj vrah. Sobhraj a jeho partnerka Lecrelc ( bez Ajaye, kterého nikdo už neviděl a proto panuje podezření že se ho Sobhraj zbavil) však již v té době pobývali v Ženevě, kvůli obchodu s diamanty. 5. července 1976, v Novém Dillí, Sobhraj a jeho tříčlenný kriminální klan chtěli omámit a okrást skupinu francouzských postgraduálních studentů, kteří přijali Sobhraje a jeho partu za průvodce. Studentům podal pilulky, pod záminkou že se jedná o léky proti úplavici. Léky ale začali působit rychleji než Sobhraj očekával a studenti začali upadat do hlubokého spánku, načež si zbylí studenti uvědomili o co jde a zavolali policii, která Sobhraje a jeho klan dopadli. Během výslechu se Sobhrajovy spolupachatelky, Smithová a Eatherová, přiznaly. Sobhraj byl obviněn z vraždy Solomona a všichni čtyři byli posláni do vězení Tihar v Novém Dillí, kde čekali na soudní proces.

### Soudní proces
Sobhraj často dle své libosti najímal a propouštěl právníky, přivedl si na pomoc i svého nedávno propuštěného bratra Andrého a nakonec zahájil hladovku. I tak byl odsouzen ke 12 letům vězení (za neúmyslné usmrcení Solomona, otravu studentů, padělání a krádež pasu – nikoli tedy za vraždu), které strávil ve věznici v Tiharu v Indii. Marie Lecrelc byla shledána vinou za omámení studentů, byla ale podmínečně propuštěna a vrátila se zpátky do rodné Kanady, kde dostala rakovinu vaječníků a v roce 1984 zemřela. Barbara Smith a Mary Eather strávily ve vězení dva roky.

### Po propuštění
V době když měl být Sobhraj propuštěn, thajský zatykač na Sobhraje stále platil. To znamenalo, že by byl po skončení trestu pravděpodobně vydán do Thajska, kde by ho v případě odsouzení čekal téměř jistý trest smrti. Díky tomu pár týdnů před jeho plánovaným propuštěním, v březnu 1986 uspořádal Sobhraj velkou párty pro dozorce a spoluvězně, které během oslavy omámil prášky na spaní a z vězení utekl. Sobhraj byl měsíc po svém útěku zadržen v Bombaji a poslán do vězení s prodlouženým trestem o 10 let, takže když dne 17. února 1997 opouštěl 52letý Sobhraj vězení, většina důkazů byla ztracena a jeho zločiny v Thajsku promlčeny. Sobhraj byl na svobodě a opustil Indii a vrátil se do Francie.
Sobhraj se v Paříži stal žádanou celebritou a vedl pohodlný život. Měl vlastního agenta a účtoval si vysoké částky za rozhovory a fotky.

### Sobhrajovo doživotní dopadení
Dne 1. září 2003 byl Sobhraj spatřen novinářem The Himalayan Times v kasinu v Káthmándú v Nepálu - jediném místě na světě, kde byl stále hledaným mužem (pro dvojnásobnou vraždu z roku 1975). Novinář ho sledoval po dobu dvou týdnů a nakonec v novinách The Himalayan Times zveřejnil článek, načež když nepálská policie zprávu zaznamenala Sobhraje dopadla. Sobhraj popíral že by v Nepálu někdy předtím byl. Knippenberg má v garáži šest krabic dokumentů a důkazů souvisejících se Sobhrajovým řáděním, načež našel v krabici dokument kde Sobhrajova přítelkyně Lecrelc v červenci 1976 ( poté co byl Sobhraj s jeho klanem dopaden) učinila prohlášení, kde podrobně popsala období, kdy byla se Sobhrajem v Nepálu - datumy se shodovaly s vraždami Connie Bronzich a Laurenta Carrièra. Sobhraj byl díky tomu 20. srpna 2004, odsouzen okresním soudem v Káthmándú k doživotnímu vězení. Sobhraj se odvolal a tvrdil, že byla porušena jeho práva na spravedlivý proces. Jeho advokát následně oznámil, že Chantal Compagnon podává žalobu u Evropského soudu pro lidská práva na francouzskou vládu za to, že Sobhrajovi odmítla poskytnout jakoukoli právní pomoc. I přes tuto snahu bylo Sobhrajovo odsouzení potvrzeno odvolacím soudem v Patanu v roce 2005.

### Sobhrajova pozdější léta
Během soudních řízení se, více než šedesátiletý Sobhraj zasnoubil s dvacetiletou dcerou svého advokáta, Nihitou Biswas, a dokonce se údajně v roce 2008 ve vězení i vzali, i když toto nepálské úřady popírají. Sobhraj se opět proti verdiktu zkusil odvolat, když označil rozhodnutí soudu za nespravedlivé a obvinil soud z rasismu. Na konci roku 2007 zpravodajská média uvedla, že se Sobhrajův právník obrátil na tehdejšího francouzského prezidenta Nicolase Sarkozyho s žádostí o „přímluvu“ v Nepálu. Dne 30. července 2010 Nejvyšší soud definitivně potvrdil dříve vynesený trest - doživotní odnětí svobody + další rok a pokuta 2 000 Rs za nelegální vstup do Nepálu. Soud údajně také nařídil zabavení všech Sobhrajových nemovitostí. Sobhraj v roce 2017 prodělal infarkt a v roce 2018 podstoupil několik operací srdce. Herman Knippenberg, muž zodpovědný za Sobhrajovo dopadení o něm prohlásil: „Dokud nezemře, není u něj nic jistého…“.

### Propuštění
Ve středu 21. prosince 2022 Nejvyšší soud Nepálu rozhodl o jeho osvobození pro dobré chování a vysoký věk. Sobhraj tak byl v pátek 23. prosince po 19 letech propuštěn z nepálského vězení, byl deportován do Francie a byl mu zakázán vstup do Nepálu na minimálně 10 let. 